# Edilio Paredes
Edilio Paredes (San Felipe,comunidad del municipio de Pimentel, provincia Duarte) es un guitarrista dominicano dedicado a la tradición musical denominada bachata durante más de cincuenta años. Su estilo ha ayudado a distinguir la bachata de su antecesor, el bolero.

## Biografía
Con ocho ya había formado un grupo con su hermano Nelson Paredes y su amigo de la infancia Ramón Cordero el Maestro. Tocaban la música de las grandes figuras de la época, como Odilio González y Julio Jaramillo. A los trece años se mudó a la capital, Santo Domingo, y encontró trabajo en la tienda de música del cantante Cuco Valoy, que también era dueño de un sello discográfico. Tras un tiempo, Edilio Paredes comenzó a grabar con Cuco, convirtiéndose en uno de los guitarristas más solicitados para grabar bolero campesino, lo que luego se llamaría bachata.
Tras un tiempo, empezó a grabar con Radhamés Aracena, dueño de HIAW Radio Guarachita. En los años 70 la bachata comenzó a desarrollarse como un género con características más o menos propias que lo diferenciaron del bolero. La güira que casi reemplazó a las maracas, y se añadieron elementos del merengue y del son. El sonido se enriqueció con la introducción del nuevos instrumentos como Acordeón, bajo, guitarra eléctrica, trompeta y otros elementos de percusión como las congas.
Edilio Paredes sigue trabajando como músico y líder de grupos como Super Uba y Puerto Plata.
Edilio Paredes Fue nombrado el 244th en la lista de los más grandes guitarristas de todos los tiempos de Rolling Stone en el 2023.